# Garde-Colombe
Garde-Colombe est une commune nouvelle française qui est issue de la fusion des communes d'Eyguians, Lagrand et Saint-Genis, situées dans le département des Hautes-Alpes, en région Provence-Alpes-Côte-d’Azur.

## Géographie
Le chef-lieu de la commune nouvelle, Eyguians, se situe au sud-ouest du département des Hautes-Alpes.

### Climat
Pour des articles plus généraux, voir Climat de Provence-Alpes-Côte d'Azur et Climat des Hautes-Alpes.
En 2010, le climat de la commune est de type climat méditerranéen altéré, selon une étude du Centre national de la recherche scientifique s'appuyant sur une série de données couvrant la période 1971-2000. En 2020, Météo-France publie une typologie des climats de la France métropolitaine dans laquelle la commune est exposée à un climat de montagne ou de marges de montagne et est dans la région climatique Alpes du sud, caractérisée par une pluviométrie annuelle de 850 à 1 000 mm, minimale en été.
Pour la période 1971-2000, la température annuelle moyenne est de 10,8 °C, avec une amplitude thermique annuelle de 17,7 °C. Le cumul annuel moyen de précipitations est de 927 mm, avec 6,9 jours de précipitations en janvier et 4,8 jours en juillet. Pour la période 1991-2020, la température moyenne annuelle observée sur la station météorologique de Météo-France la plus proche, « Laragne Montéglin », sur la commune de Laragne-Montéglin à 5 km à vol d'oiseau, est de 12,0 °C et le cumul annuel moyen de précipitations est de 813,8 mm. 
La température maximale relevée sur cette station est de 41,1 °C, atteinte le 28 juin 2019 ; la température minimale est de −17,4 °C, atteinte le 18 décembre 2010,,.
Les paramètres climatiques de la commune ont été estimés pour le milieu du siècle (2041-2070) selon différents scénarios d'émission de gaz à effet de serre à partir des nouvelles projections climatiques de référence DRIAS-2020. Ils sont consultables sur un site dédié publié par Météo-France en novembre 2022.

## Urbanisme

### Typologie
Au 1er janvier 2024, Garde-Colombe est catégorisée commune rurale à habitat dispersé, selon la nouvelle grille communale de densité à 7 niveaux définie par l'Insee en 2022.
Elle est située hors unité urbaine. Par ailleurs la commune fait partie de l'aire d'attraction de Laragne-Montéglin, dont elle est une commune de la couronne,. Cette aire, qui regroupe 10 communes, est catégorisée dans les aires de moins de 50 000 habitants,.

## Toponymie
Garde est le nom d'un sommet situé sur l'ancienne commune de Lagrand ; Colombe est un sommet situé sur l'ancienne commune de Saint Génis ; chaque sommet situé de part et d'autre du Buëch.

## Histoire
La commune nouvelle de Garde-Colombe est issue de la fusion des trois communes : Eyguians, Lagrand et Saint-Genis par l'arrêté préfectoral n° 2015-279-9 du 2 octobre 2015.

## Politique et administration
| Nom              | Code Insee | Intercommunalité                     | Superficie (km2) | Population (dernière pop. légale) | Densité (hab./km2) |
| ---------------- | ---------- | ------------------------------------ | ---------------- | --------------------------------- | ------------------ |
| Eyguians (siège) | 05053      | CC du Laragnais                      | 9,37             | 229 (2013)                        | 24                 |
| Lagrand          | 05069      | CC Interdépartementale des Baronnies | 6,92             | 266 (2013)                        | 38                 |
| Saint-Genis      | 05143      | CC du Serrois                        | 18,32            | 50 (2013)                         | 2,7                |

### Liste des maires
| Période  | Période  | Identité         | Étiquette | Qualité                                                                |
| -------- | -------- | ---------------- | --------- | ---------------------------------------------------------------------- |
|          | mai 2020 | Edmond Francou   |           | Retraité salarié du secteur privé                                      |
| mai 2020 | en cours | Damien Duranceau |           | Profession intermédiaire administrative et commerciale des entreprises |

### Intercommunalité
Garde-Colombe fait partie :
- à partir du 1er janvier 2017, de la communauté de communes Sisteronais-Buëch.

## Démographie
L'évolution du nombre d'habitants est connue à travers les recensements de la population effectués dans la commune depuis sa création.

En 2022, la commune comptait 523 habitants, en évolution de −4,74 % par rapport à 2016 (Hautes-Alpes : +0,4 %, France hors Mayotte : +2,11 %).
| 2014 | 2019 | 2022 |
| ---- | ---- | ---- |
| 547  | 520  | 523  |

## Culture locale et patrimoine

### Lieux et monuments
- Église de la Nativité-de-Notre-Dame de Garde-Colombe.
- Église Sainte-Marie-Madeleine de Garde-Colombe.
- Église Saint-Louis-de-France de Saint-Genis.
- Ancienne église Sainte-Madeleine de Vieil-Eyguians.